# العوامر (سيدي محمد دليل)
العوامر هو دُوَّار يقع بجماعة سيدي امحمد دليل، إقليم شيشاوة، جهة مراكش آسفي في المملكة المغربية. ينتمي الدوّار لمشيخة سيدي محمد دليل التي تضم 12 دوار. يقدر عدد سكانه بـ 151 نسمة حسب الإحصاء الرسمي للسكان والسكنى لسنة 2004.

## روابط خارجية
- البوابة الوطنية للجماعات الترابية
- المندوبية السامية للتخطيط